# 加藤岳生
加藤 岳生（かとう たけお、1971年7月19日 - ）は、日本の物理学者。東京大学物性研究所准教授。博士（理学）。専門は統計力学基礎論、メゾスコピック系物理理論。

## 来歴
静岡県静岡市出身。静岡県立清水東高等学校、東京大学理学部物理学科卒業。東京大学大学院理学系研究科博士課程修了。
1994年4月から2000年3月まで東京大学物性研究所理論部門今田研究室に在籍。修士課程より在籍。1999年3月、博士を取得。
1998年7月から2000年3月まで学術振興会特別研究員。
2000年4月から9月まで東京大学理学系研究科小形正男研究室に在籍。実験家との議論の中でジョセフソン接合列への興味が強く湧く。核形成やクーパー対の量子ダイナミクスは面白そうだと考え始める。
2000年10月から2004年2月まで大阪市立大学工学部応用物理学科数理工学講座講師。
2004年3月から東京大学物性研究所物性理論研究部門。

## 著書
- 『ゼロから学ぶ統計力学(ゼロから学ぶシリーズ) 』 講談社 2013
- 『一歩進んだ理解を目指す物性物理学講義(SGCライブラリ173)』 サイエンス社 2022